# Folklore (Taylor Swift-album)
A Folklore (stilizálva: folklore) Taylor Swift amerikai énekesnő-dalszerző nyolcadik stúdióalbuma, amely 2020. július 24-én jelent meg, meglepetésként, a Republic Records kiadón keresztül. A Covid19-pandémia kezdete után Swift lemondta tervezett hatodik koncertturnéját, a Lover Festet. A járvány miatt kiszabott lezárások idején született meg a Folklore, amit „dalok és történetek gyűjteményeként” fogta fel. Swift együttműködött Aaron Dessner és Jack Antonoff producerekkel; énekhangját egy otthoni stúdióban vette fel, amelyet Los Angeles-i rezidenciájának hálószobájában épített, míg Dessner és Antonoff a Hudson-völgyből és New Yorkból dolgozott. 
Eltérve a korábbi többnyire vidám, pop munkájától, a Folklore neoklasszikus hangszerek által vezérelt lágy balladákból áll, a zene pedig az indie folk, az alternatív rock és az elektroakusztikus stílusokba sorolható. A karantén alatti magány hatására Swift az eszképizmus, az empátia, a romantika és a nosztalgia témáit tárja fel az albumban, karakterek halmazán, fiktív történeteken és történetíveken keresztül. A címet az a vágya ihlette, hogy a zenének a népdalokhoz hasonló maradandó öröksége legyen, míg alkotásai és esztétikája a cottagecore-t tükrözze. 
Megjelenése napján megdöntötte a Spotify-rekordot a legtöbb streammel rendelkező női előadó által kiadott albumért. Három száma nyolc országban is a slágerlisták első tíz helyén szerepelt, ezek a Cardigan, a The 1 és az Exile, amelyek közül az első az album fő kislemeze, és Swift hatodik első helyezett dala a Billboard Hot 100-on. A Folklore számos országban az albumlisták élére került, valamint Ausztráliában, Dániában, Új-Zélandon, Norvégiában, az Egyesült Királyságban és az Egyesült Államokban platinalemez minősítést kapott. Ez volt Swift hetedik listavezető albuma az amerikai Billboard 200-on, ahol nyolc hétig uralkodott a csúcson és 2020 legkelendőbb albuma lett. Magyarországon a hetedik helyen tetőzött.
A Folklore széleskörű kritikai elismerést kapott, összpontosítva érzelmi súlyára, költői dalszövegére és laza tempójára. A kritikusok időszerűnek találták az önelemző esszenciát a járvány szempontjából, hangzását pedig Swift művészi képességének merész újragondolásának tartották. Az album szerepelt számos ranglistán 2020 legjobb lemezei között. Elnyerte az év albuma díjat a 63. Grammy-díjátadón, így Swift a történelem első női előadója lett, aki háromszor is elnyerte a kitüntetést a Fearless (2008) és a 1989 (2014) győzelme után. Folklore készítéséről dokumentumfilm készült Folklore: The Long Pond Studio Sessions címmel. A filmet Swift rendezte, és november 25-én jelent meg, két héttel a Folklore testvéralbuma, az Evermore előtt. A deluxe kiadáson szereplő bónusz dal, a The Lakes demóverzióját az album első évfordulójának ünneplésére adták ki. Több előadó is inspirációjának jelölte meg a Folklore-t.

## Háttér
2020 áprilisában Taylor Swift hatodik koncertturnéjára, a Lover Festre indult volna hetedik Lover (2019) stúdióalbumának népszerűsítésére, amit a Covid19-pandémia miatt töröltek. 2020. július 23-án kilenc fekete-fehér fotó került fel Swift Instagram-fiókjára képaláírás nélkül, amiken egyedül áll egy erdőben. Ezt követően újabb bejegyzést tett közzé összes közösségi média-oldalán, amikben bejelentette, hogy éjfélkor megjelenik nyolcadik stúdióalbuma; Swift kijelentette: „A legtöbb dolog, amit ezen a nyáron elterveztem, végül nem valósult meg, de van valami, amit nem terveztem és megtörtént. És ez a valami a 8. stúdióalbumom, a Folklore.” Megerősítette, hogy a kép az album borítója lesz és megosztotta a számlistát. A Wall Street Journal úgy vélte, hogy a bejelentés „váratlanul érte a rajongókat és a zenei üzletágat.” A Billboard kijelentette, hogy "elvakította a popzenei világot", valamint izgalmas hírként érkezett a karantén alatt. A Folklore tizenegy hónappal a Lover után jelent meg – ez volt a leggyorsabb fordulat Swift stúdióalbumjainak akkoriban, megelőzve a Reputation (2017) és a Lover közötti egy év és kilenc hónapos különbséget. Egy másik bejegyzésben Swift bejelentette, hogy a Cardigan című szám videóklipje az albummal egy időben fog megjelenni.
A Cardigan videó YouTube-premierjének visszaszámlálása során Swift utalt rá, hogy az album dalszövegeiben sok kisebb meglepetést rejtett el: „Az egyik dolog, amit szándékosan tettem ezen az albumon, hogy elrejtettem kisebb meglepetéseket a szövegben, nem csak a videókban. Karakteríveket és visszatérő témákat készítettem, amelyek feltérképezik, ki kiről énekel... Például van egy három dalból álló gyűjtemény amire a ’Tini Szerelmi Háromszög’ néven hivatkozom. Ez a három dal egy szerelmi háromszöget tár fel mindhárom ember szemszögéből, életük különböző időszakaiban.” Az albumot így jellemezte: „sóvárgó és eszképista. Szomorú, gyönyörű, tragikus. Mint egy fotóalbum mely tele van képekkel, és az összes történettel a képek mögött.” A Cardigant egy olyan dalként jellemezte, amely az „elveszett romantikát tárja fel, valamint a fiatal szerelem miért rögzül gyakran olyan tartósan az emlékeinkben,” és rámutatott a saját maga által írt számára, a My Tears Ricochet-re, mint az első dalra, amelyet az albumhoz írt. Az Uproxx megírta, hogy „csütörtök este a kézzel írt T és S voltak láthatók mindenhol az idővonalon. A zenerajongók és szakértők minden stíluságból megosztották véleményeiket, idéztek dalszövegeket, mint a tinédzserek a Myspace-en.”

## Számlista
Credits are adapted from the album's liner notes and Tidal.
| Folklore | Folklore                          | Folklore                           | Folklore                     | Folklore | Folklore | Folklore | Folklore | Folklore | Folklore |
|          | Cím                               | Szerző(k)                          | Producer(ek)                 | Hossz    |          |          |          |          |          |
| -------- | --------------------------------- | ---------------------------------- | ---------------------------- | -------- | -------- | -------- | -------- | -------- | -------- |
| 1.       | The 1                             | Taylor Swift Aaron Dessner         | Dessner                      | 3:30     |          |          |          |          |          |
| 2.       | Cardigan                          | Swift Dessner                      | Dessner                      | 3:59     |          |          |          |          |          |
| 3.       | The Last Great American Dynasty   | Swift Dessner                      | Dessner                      | 3:51     |          |          |          |          |          |
| 4.       | Exile (Bon Iver közreműködésével) | Swift William Bowery Justin Vernon | Dessner Joe Alwyn            | 4:45     |          |          |          |          |          |
| 5.       | My Tears Ricochet                 | Swift                              | Swift Jack Antonoff Alwyn    | 4:15     |          |          |          |          |          |
| 6.       | Mirrorball                        | Swift Antonoff                     | Swift Antonoff               | 3:29     |          |          |          |          |          |
| 7.       | Seven                             | Swift Dessner                      | Dessner                      | 3:28     |          |          |          |          |          |
| 8.       | August                            | Swift Antonoff                     | Swift Antonoff Alwyn         | 4:21     |          |          |          |          |          |
| 9.       | This Is Me Trying                 | Swift Antonoff                     | Swift Antonoff Alwyn         | 3:15     |          |          |          |          |          |
| 10.      | Illicit Affairs                   | Swift Antonoff                     | Swift Antonoff Alwyn         | 3:10     |          |          |          |          |          |
| 11.      | Invisible String                  | Swift Dessner                      | Dessner                      | 4:12     |          |          |          |          |          |
| 12.      | Mad Woman                         | Swift Dessner                      | Dessner                      | 3:57     |          |          |          |          |          |
| 13.      | Epiphany                          | Swift Dessner                      | Dessner                      | 4:49     |          |          |          |          |          |
| 14.      | Betty                             | Swift Bowery                       | Swift Dessner Antonoff Alwyn | 4:54     |          |          |          |          |          |
| 15.      | Peace                             | Swift Dessner                      | Dessner                      | 3:54     |          |          |          |          |          |
| 16.      | Hoax                              | Swift Dessner                      | Dessner                      | 3:40     |          |          |          |          |          |
| 63:29    |                                   |                                    |                              |          |          |          |          |          |          |

| Folklore – Deluxe kiadás | Folklore – Deluxe kiadás | Folklore – Deluxe kiadás | Folklore – Deluxe kiadás | Folklore – Deluxe kiadás | Folklore – Deluxe kiadás | Folklore – Deluxe kiadás | Folklore – Deluxe kiadás | Folklore – Deluxe kiadás | Folklore – Deluxe kiadás |
|                          | Cím                      | Szerző(k)                | Producer(ek)             | Hossz                    |                          |                          |                          |                          |                          |
| ------------------------ | ------------------------ | ------------------------ | ------------------------ | ------------------------ | ------------------------ | ------------------------ | ------------------------ | ------------------------ | ------------------------ |
| 17.                      | The Lakes                | Swift Antonoff           | Swift Antonoff           | 3:31                     |                          |                          |                          |                          |                          |
| 67:00                    |                          |                          |                          |                          |                          |                          |                          |                          |                          |